# Salima Belhaj
Pour les articles homonymes, voir Belhaj.
Salima Belhaj, née le 18 octobre 1978 à Harderwijk, est une femme politique néerlando-marocaine. Elle siège à la Seconde Chambre des États généraux depuis le 26 janvier 2016 au nom des Démocrates 66 (D66).

## Biographie
Salima Belhaj étudie le HRM à l'université des sciences appliquées de Rotterdam et se spécialise dans les organisations culturelles à Rotterdam. Elle est depuis 2011, active sous le parti Démocrates 66 en tant que secrétaire politique des Jonge Democraten. Elle est également membre du conseil de Rotterdam. Lors des élections de la Seconde Chambre des États généraux en 2007 et 2012, elle est présente sur la liste en tant que membre du parti politique Démocrates 66. Entre 2002 et 2005, elle travaille au Scapino Ballet Rotterdam. Entre 2005 et 2007, elle travaille au Musée Boijmans van Beuningen. De septembre 2007 jusqu'à juillet 2008, elle est directrice commerciale du Appel Arts Centre à Amsterdam. En juillet 2008, elle retourne travailler au Scapino Ballet Rotterdam pour combiner le job avec son statut de fonctionnaire de Démocrates 66.
Lors des élections de 2010, le parti s'agrandit d'une à quatre sièges avant que D66 s'allie avec le Parti travailliste (Pays-Bas), le VVD et le CDA. En 2014, deux nouveaux sièges s'ajoutent, ce qui fera du D66 une partie de la coalition avec Rotterdam vivable et CDA. Entre 2008 et 2014, elle est porte-parole des affaires économiques, du code de la route, des transports, de la sécurité et de l'organisation.
Le 26 janvier 2016, Belhaj grimpe et est gradée en tant que membre de la Seconde Chambre des États généraux. Elle succède alors à Wassila Hachchi. Lors des élections qui ont lieu en 2017, elle est de nouveau élue.
En 2019, Salima Belhaj fait part de son mécontentement à la suite de l'intervention d'un F16 de la Défense néerlandaise sur le territoire irakien, causant la mort d'une dizaine de civils.